# Korikijska pećina
Korikijska pećina (grčki: Κωρύκειο άντρο) jedna je od mnogobrojnih pećina u kršu Grčke, na obroncima planine Parnas. Bila je posvećena bogu Panu, nimfama i muzama.

## Nazivi pećine
Korikijska pećina — Κορυκιο Αντρον — Korykio Andro - Korikio Andro  — Corycian Cave  — Korykian Cave Pan's Cave  — Cave of Pan.

## Mitologija
Planina Parnas na kojoj se nalazi Korikijska pećina dobila je ime po Parnasu, sinu nimfe Kleodore i običnog smrtnika Kleopompusa. Postojao je i grad u kojem je vladao Parnas, ali on je poplavljen velikim potopom. Preživeli stanovnici su pobegli od poplave na visoke obronke planine i osnovali Likoreju (starogrčki: Λυκώρεια  = vučje zavijanje) grad drevne Fokide koji se nalazio na jednoj od visova Parnasa. Nasuprot tome Orfej se naselio na planini, tu ga je video bog Apolon i dao mu zlatnu liru na kojoj ga je naučio da svira.
Planina Parnas je mesto na kojoj se zbivaju i neki manje značajni događaji iz grčke mitologije.
- U pojedinim verzijama grčke mitološke priče o velikom potopu Deukalionova arka usidrila se je na vrhovima planine Parnas.
- Orest se jedno vreme krio na Parnasu.
- Planina Parnas je bila takođe i dom boga Dionisa.
- Planina Parnas je po nekim pričama takođe i dom mitskog krilatog konja Pegaza.
- Korikijska pećina, na padinama planine Parnas bila je posvećena bogu Panu i Muzama.

Korikijanska pećina je nazvana po nimfi Korikiji (grč. Κωρύκια) koja je bila Najada sa izvora u Korikijskoj pećini. Pošto se ta pećina nalazila na planini Parnas, odnosno na Delfima u Fokidi, bila je poistovećena sa nimfama koje su bile i u vezi sa ovom planinom ili Delfima: Kastalijom, Kleodorom i Melenom. Korikija je najverovatnije bila jedna od korikijskih nimfi i ćerka rečnog boga Kefisa ili Kleista. Prema Pausaniji i Higinu, sa bogom Apolonom je imala sina Likora.
Strabo u svojoj Geografiji (9.3.1) o ovoj pećini je napisao:
| „ | Smatra se da je cela oblast Parnasa posvećena [Apolonu], jer postoje pećine i druga mesta koja se poštuju i smatraju svetim. Najpoznatija i najljepša od njih je Korikijska, pećina nimfi s istim imenom kao i u Kilikiji [u Maloj Aziji]. | ” |

Pausanias u svom Opisu Grčke opisuje Korikijsku pećinu na sledeći način:
| „ | Na šezdeset ili više stadiona iznad Delfija, penjući se na vrh Parnasa, pronalazimo bronzanu statu, a odatle se penjemo kozjom stazom koja nije samo za ljude koji pješače, već i za mule i konje. Već sam malo prije rekao da je ovo pećina dobila ime po nimfi Koriciji. Od svih koje sam video ova pećina mi se čini najdragocjenija. [...] možemo obići većinu špilja bez pomoći baklje. Krov je dovoljno visok nad tlom, a voda, izlazi iz izvora, ali posebno kaplje sa tavanice, i ostavlja tragove vrlo vidljivih padova na tlo gotovo posvuda u jami. | ” |

- Crtež pećine iz 1806.
- Natpis na starogrčkom jeziku na zidu pećine

Korikijska pećina ima i savremeniji naziv Sarantavli, što znači „četrdeset soba". Ova pećina, posvećen u antici korintskim nimfama i muze, bila je ujedno i mesto obožavanja Pana. Pan-ova špilja prožeta je legendama. U drevna vremena je to bilo mjesto obožavanja boga Pana, pa se smatra  da su tokom zimskih meseci vladajući bogovi u Delfiju obavljali obred u pećini orgijajući sa lokalnim ženama koje su se ponašale kao nimfe.

## Položaj
Korikijanska pećina se nalazi na padini planine Parnas, na oko 1.370 m nadmorske visine, oko 3 km sverozapadno, na oko 4 sata hoda od Delfaj, danas poznatog kao Apolonovo svetilište.

## Geografija
Planina Parnas, u čijoj stenskoj masi se nalazi Korikijska pećina deo je masiva Pind, koji se proteže severno od Korintskog zaliva, preko Fokide do Beotije. Parnas je jedan od najvećih planinskih regiona u kopnenom delu Grčke i jedna od najviših grčkih planina. Visoka je 2.457 metara i njen najviši vrh je Liakoura. Na severoistoku ona je povezana sa Gionom, a na jugu sa Kirfom.
Njeno ime je povezano sa istoimenim junakom grčke mitologije, sinom Kleopompusa (ili Posejdona) i Kleodore, koji su izgradili grad na planini koji bio uništen u potopu Deukaliona.  Planina je na istoku razgraničena dolinom Boeotijan Kefis, a na zapadu dolinom Amfisa.

## Arheologija
Francuski arheolozi su 1969. iskopali iz pećine mnogo predmeta iz perioda antike, uključujući muške figure iz perioda neolita, flaute od kosti, figure od bronze i gvožđa i 50.000 figurica od terakote.

## Opis
Pećina se sastoji se od niza šupljina, od kojih je prva duboka 60 metara, šroka 26 i visoka 12 m. Obložena je  brojnim stalaktitima.
Neposredno do ulaza nalaze se neki drevni natpis, a dalje unutra je stena s kružnom šupljinom, za koje se smatra da je žrtveni oltar bogova? Veliki stalagmiti na kraju prve šupljine, odvajaju je od druge. Takođe skrivena velikim stalagmitima nalazi se i treće manja komora i kraj pećine.

## Literatura
- J. G. Frazer, Paus. Des. Gr. (1913) V 399-400
- L. Rabert, Etudes Anatoliennes (1937) 108ff;
- M. Launay, Recherches sur les armées hellénistiques (1949) 1010;
- J. Fontenrose, Python: a Study of Delphic Myth and Its Origins (1959) 409-12M.The finds of the recent excavations will be published in BCH and FD.

## Spoljašnje veze
Mediji vezani za članak Korikijska pećina na Vikimedijinoj ostavi

- Κωρύκιο Άντρο Korykio Antro or Pan's Cave (jezik: engleski)
- Korykian Cave in the Princeton Encyclopedia of Classical Sites (jezik: engleski)